# Ota I. Burgundský
Ota I. Burgundský († 13. ledna 1200, Besançon) byl hrabě burgundský a hrabě z Lenzburgu ze štaufské dynastie. Společně s bratrem Konrádem, s nímž sdílel podobný povahový charakter, byl současníky považován za výbušného muže se sklonem k násilí.

## Život
Ota byl jedním z mnoha synů císaře Fridricha Barbarossy a Beatrix, dcery a dědičky Renauda Burgundského. Roku 1173 obdržel titul hraběte z Lenzburgu. Roku 1188 mu Fridrich Barbarossa předal Burgundsko jako dědictví po matce. Zdá se, že Otovým povýšením chtěl uklidnit situaci v oblasti rozšířené během jeho vlády ještě o značnou část švýcarského území. Otovo hrabství tak sahalo až k alpským průsmykům. Štaufové se opakovaně marně snažili udržet v oblasti mír narušovaný Vilémem ze Ženevy a Humbertem Savojským. Ota se pro domácí nesváry nezúčastnil výpravy bratra Jindřicha do Itálie a po roce 1196 se zapletl do sporů o lucemburské hrabství uvolněné smrtí slepého hraběte Jindřicha. Roku 1197 na setkání zorganizovaném za účelem uzavření smíru náhle zabil hraběte Oldřicha z Pfirtu, což značně popudilo ostatní pány v okolí. Spory měl také s rodem Zähringenů a štrasburským biskupem Konrádem. Zemřel násilnou smrtí na počátku roku 1200 a byl pochován v katedrále sv. Štěpána v Besançonu.
Z manželství uzavřeného roku 1190 s Markétou, vdovou po Hugovi z Oisy se narodily dvě dcery. Po smrti starší z nich Johany se roku 1205 stala dědičkou mladší Beatrix, za níž až do sňatku s Otou z Andechsu vykonávala regentskou vládu matka Markéta.